# 新札幌駅
新札幌駅（しんさっぽろえき）は、北海道札幌市厚別区厚別中央2条5丁目にある、北海道旅客鉄道（JR北海道）の駅。駅番号はH05。電報略号はシン。事務管コードは▲131413。

## 概要
札幌市厚別区の中心駅かつ新札幌副都心の玄関口であり、特急を含めた全ての旅客列車が停車する。札幌市営地下鉄東西線新さっぽろ駅の代替輸送の指定駅になっている他、新札幌バスターミナル・タクシー乗り場にも隣接している。

## 歴史

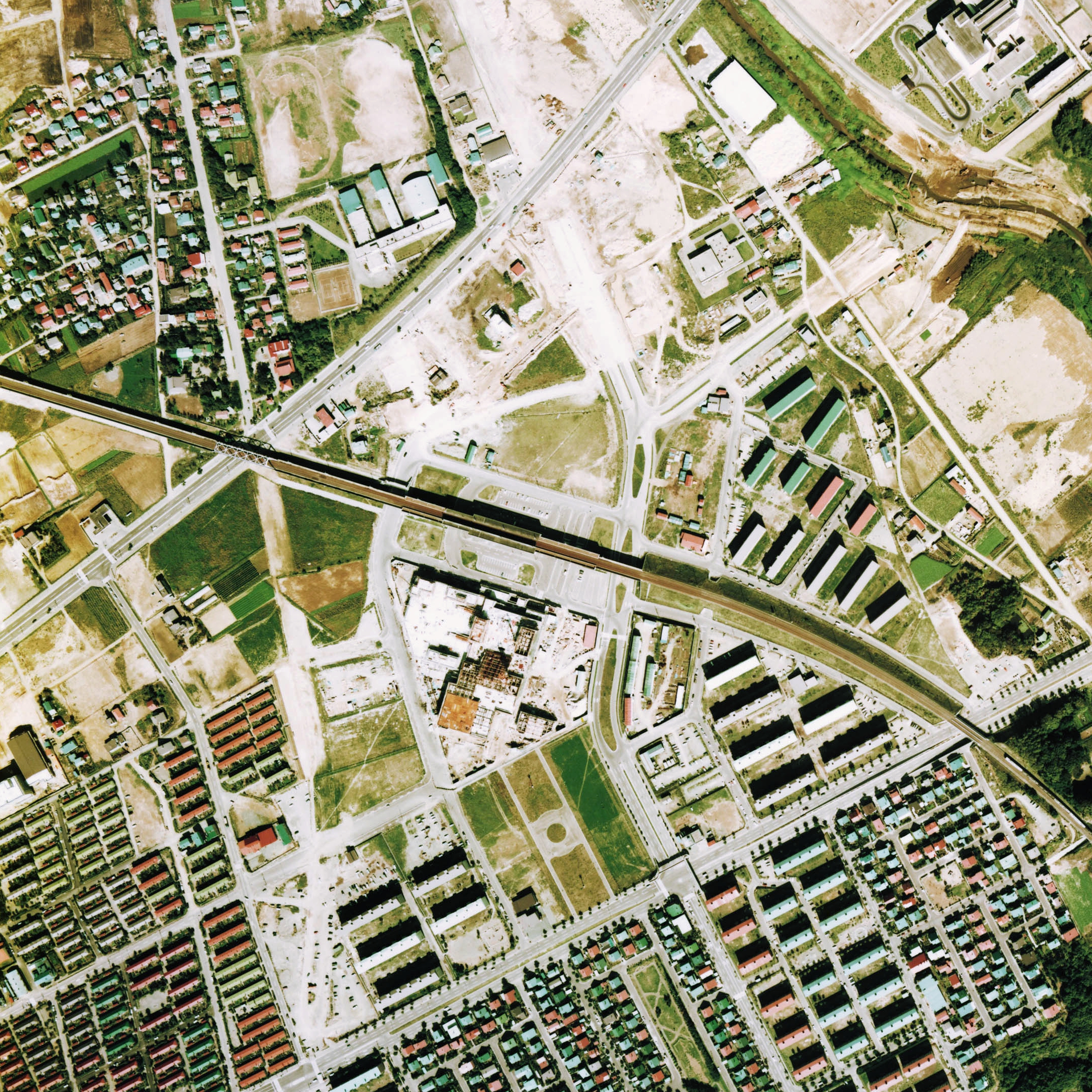
1976年（昭和51年）の新札幌駅と周囲約1 km範囲。左が札幌方面。駅周辺は開発途中であり南側には「サンピアザショッピングセンター」を建設している。一方、北側は旧北海道陸軍兵器補給廠附属弾薬庫（厚別弾薬庫）跡地が更地になっている。戦時中は上端中央辺りまで厚別駅から軍用線が敷かれていた。

駅周辺の土地は、1944年（昭和19年）に白石に開設した旧北海道陸軍兵器補給廠の附属弾薬庫（厚別弾薬庫）であり、当時は林のくぼ地であった場所に4,000トンもの弾薬を保管していた。戦後はアメリカ軍に接収された後、陸上自衛隊が引き継いだが、1966年（昭和41年）に札幌市が土地を取得した。日本国有鉄道（国鉄）千歳線のルート変更によって現在のルートに鉄道が通ることが決まると、都心部において商業業務機能が過度に集中することによる大気汚染や渋滞などの都市型公害や市街地周辺部における住宅地の急激な拡大に対応する整備が追いつかないなどの課題が生じていた札幌市は、1971年（昭和46年）策定の「札幌市長期総合計画」において「『多核分散型の都市形態』を計画的に誘導して行う」基本方針を打ち出し、新札幌駅周辺を「副都心」（厚別副都心）として位置づけた。こうして、1973年（昭和48年）にまだ何もない土地に高架駅の「新札幌駅」が開業した。開業前の仮称は「下野幌駅」であり「新札幌駅」の駅名は札幌貨物ターミナル駅が使用していたが、駅開業に伴い駅名を譲り受ける形になった。なお、「新札幌」の名称は駅名で初めて使用したことに由来している。
2010年代以降、老朽化に伴いモルタル片・コンクリート片などの落下事故が発生しているため、JR北海道では新札幌駅・新札幌高架橋について、耐震補強工事を行うことを発表した。

### 年表
- 1973年（昭和48年）9月9日：千歳線（北広島駅 - 苗穂駅間）の新線付替えに伴って開業。旅客のみ取り扱い[1]。
- 1982年（昭和57年）
  - 6月1日：高架下に「新札幌名店街」オープン[9]。
  - 11月15日：道央圏の短距離特急、急行が停車[注釈 1]。
- 1987年（昭和62年）4月1日：国鉄分割民営化により北海道旅客鉄道（JR北海道）に継承[10]。
- 1990年（平成2年）6月1日：駅ビル「新さっぽろ駅ターミナルビル北棟」（デュオ1）開業[11][12]。
- 1992年（平成4年）6月5日：駅ビル「新さっぽろ駅ターミナルビル南棟」（デュオ2）開業[13]。
- 1998年（平成10年）12月12日：自動改札機を設置し、供用開始[14]。
- 2000年（平成12年）3月11日：寝台特急を除くすべての特急・急行列車が停車[15]。
- 2008年（平成20年）10月25日：ICカードKitaca使用開始[10][報道 5]。
- 2009年（平成21年）2月28日：バリアフリー化完成[報道 6]。
- 2011年（平成23年）：改札口の発車標機器更新。
- 2012年（平成24年）：ホーム上の発車標機器更新。
- 2015年（平成27年）10月28日：指定席券売機導入。
- 2016年（平成28年）
  - 月日不詳：上下線ホームを1両分延伸[16]。
  - 3月20日：寝台特急「カシオペア」の廃止に伴い、当駅を通過する旅客列車がなくなる[17]。
- 2017年（平成29年）3月18日：ツインクルプラザ（旅行センター）閉店[報道 7][新聞 1]。

- 2018年（平成30年）11月9日：駅構内の列車用信号機が根元から線路側に倒れ、上下線の線路を塞ぐ事象が発生[新聞 2][18][19]。

- 2025年（令和7年）
  - 2月16日：構内の「キヨスク新札幌店（JR北海道フレッシュキヨスク運営）」が耐震補強工事に支障するため閉店[20]。
  - 3月31日：駅の耐震補強工事に伴い高架下の商業施設「新札幌名店街」が閉館[21]。

## 駅構造
相対式ホーム2面2線を有する高架駅。通過線・待避線が無いため、列車の追い抜き・緩急接続はできない。平和駅寄りには札幌貨物ターミナル駅への分岐点があり、新札幌駅構内の扱いとなっている。
かつてホームは短く、特急列車が増結して10両編成で運転される際には進行方向後寄りの数両がホームから外れて停車するため、駅ホーム外の車両はドアカットされていた。2016年（平成28年）3月に北海道新幹線が開業する際、アクセス列車となる「スーパー北斗」が10両編成での運転が多くなることを踏まえ、上下線ホームが上野幌方に1両分延伸された。
3階が駅ホーム・2階が駅舎・1階が店舗という駅構造になっており、駅ビル「新さっぽろ駅ターミナルビル」に直結している他、隣接する商業施設と連絡通路によって接続している。高架下には1982年（昭和57年）に開業した「新札幌名店街」があるが、駅の耐震補強工事に伴い2025年（令和7年）3月末で閉館し解体されることとなった。
終日社員配置駅。みどりの窓口・自動券売機・指定席券売機・話せる券売機・自動改札機・エレベーター・エスカレーター（上りのみ）。改札口にはからくり時計がある。

### のりば
| 番線 | 路線    | 方向 | 行先                                             |
| ---- | ------- | ---- | ------------------------------------------------ |
| 1    | ■千歳線 | 上り | 新千歳空港・苫小牧・東室蘭・函館・帯広・釧路方面 |
| 2    | ■千歳線 | 下り | 札幌・小樽方面                                   |

（出典：JR北海道：駅の情報検索）

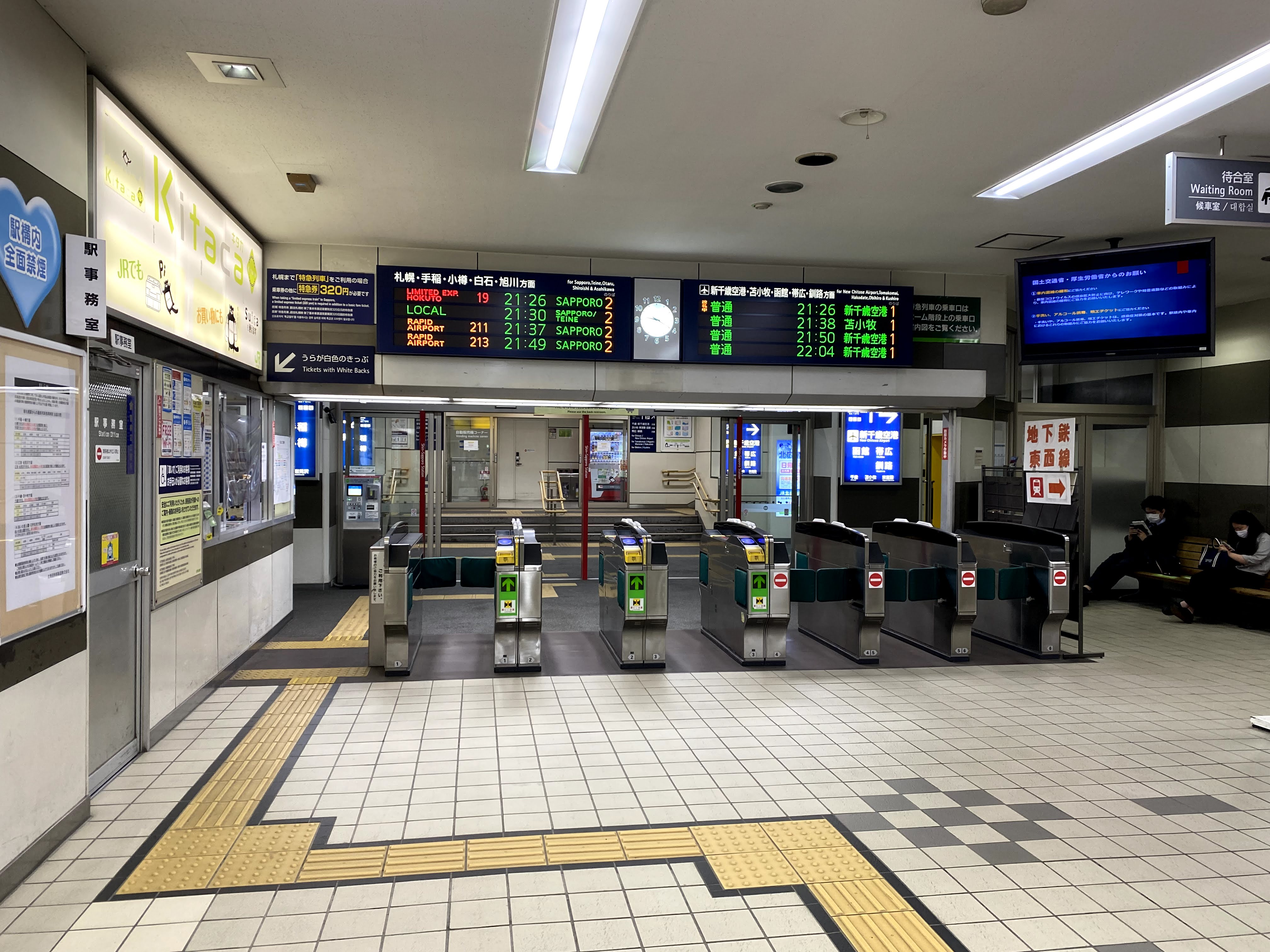
改札口（2021年9月）
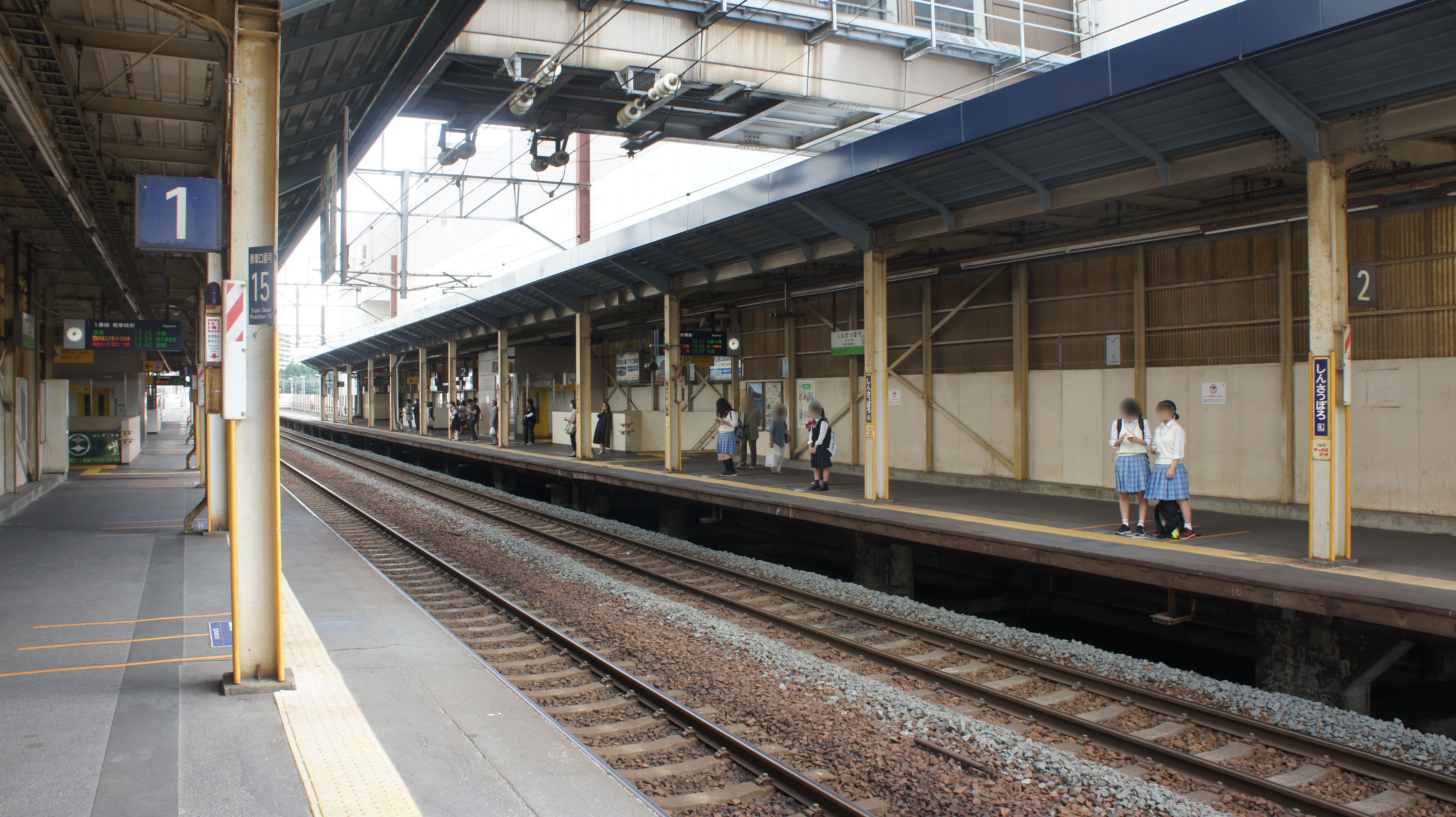
ホーム（2018年8月）
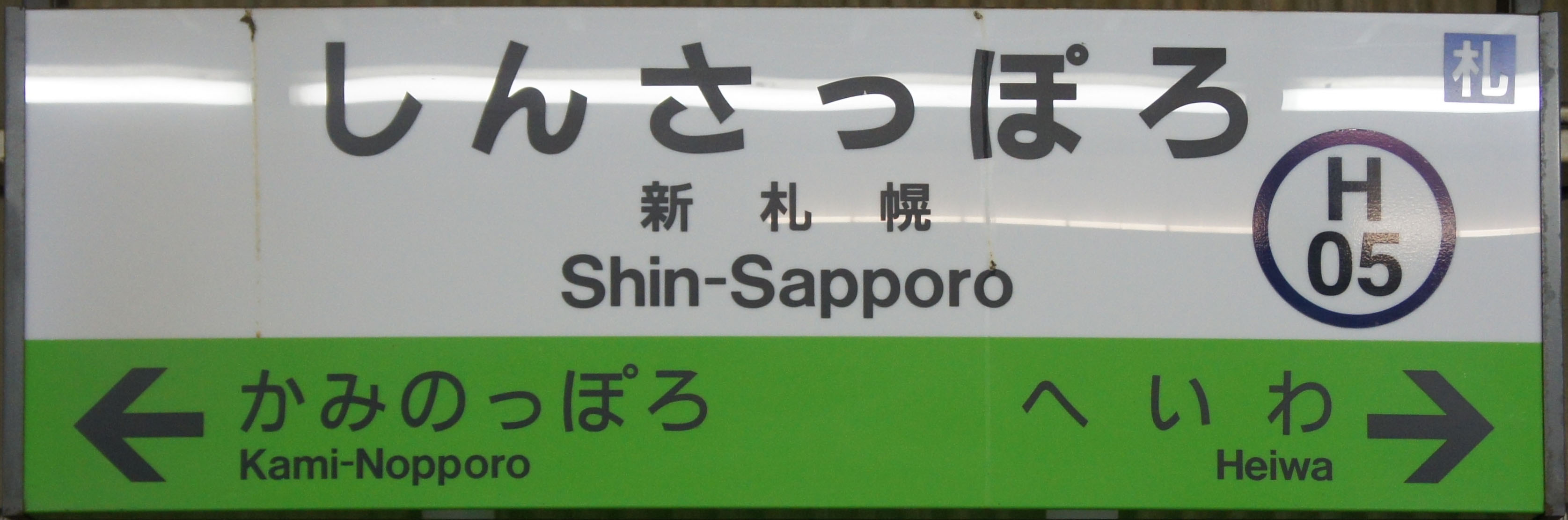
駅名標（2017年8月）

## 利用状況
2023年（令和5年）度の1日平均乗車人員は13,980人であり、JR北海道の中では札幌駅・新千歳空港駅に次いで3番目に利用者数が多い駅である。
近年の1日平均乗車人員の推移は以下の通りである。
| 年度               | 1日平均 乗車人員 | 出典       |
| ------------------ | ---------------- | ---------- |
| 1975年（昭和50年） | 2,100            | [ 26 ]     |
| ：                 |                  |            |
| 1980年（昭和55年） | 3,684            | [ 26 ]     |
| ：                 |                  |            |
| 1985年（昭和60年） | 4,459            | [ 26 ]     |
| ：                 |                  |            |
| 1990年（平成02年） | 7,774            | [ 26 ]     |
| ：                 |                  |            |
| 1995年（平成07年） | 11,460           | [ 26 ]     |
| ：                 |                  |            |
| 2000年（平成12年） | 12,201           | [ 26 ]     |
| 2001年（平成13年） | 12,229           | [ 26 ]     |
| 2002年（平成14年） | 12,608           | [ 26 ]     |
| 2003年（平成15年） | 13,098           | [ 26 ]     |
| 2004年（平成16年） | 13,081           | [ 26 ]     |
| 2005年（平成17年） | 13,197           | [ 26 ]     |
| 2006年（平成18年） | 13,283           | [ 26 ]     |
| 2007年（平成19年） | 13,552           | [ 26 ]     |
| 2008年（平成20年） | 13,615           | [ 26 ]     |
| 2009年（平成21年） | 13,514           | [ 26 ]     |
| 2010年（平成22年） | 13,576           | [ 26 ]     |
| 2011年（平成23年） | 13,700           | [ 26 ]     |
| 2012年（平成24年） | 13,879           | [ 26 ]     |
| 2013年（平成25年） | 14,097           | [ 26 ]     |
| 2014年（平成26年） | 14,118           | [ 26 ]     |
| 2015年（平成27年） | 14,120           | [ 26 ]     |
| 2016年（平成28年） | 14,267           | [ 26 ]     |
| 2017年（平成29年） | 14,599           | [ 新聞 3 ] |
| 2018年（平成30年） | 14,674           | [ 26 ]     |
| 2019年（令和元年） | 14,421           | [ 26 ]     |
| 2020年（令和02年） | 10,305           | [ 25 ]     |
| 2021年 (令和03年)  | 11,021           | [ 27 ]     |
| 2022年 (令和04年)  | 12,663           | [ 28 ]     |
| 2023年 (令和05年)  | 13,980           | [ 25 ]     |

## 駅周辺
駅を南北に挟む形で立地している駅ビル「新さっぽろ駅ターミナルビル」（新さっぽろアークシティ デュオ1・デュオ2、新さっぽろアークシティホテル、新札幌バスターミナル、タクシー乗り場）があり、連絡通路によって接続している「サンピアザショッピングセンター」（サンピアザ、イオン新さっぽろ店、カテプリ、サンピアザ劇場、新さっぽろサンピアザ水族館）や駐車場とともに「札幌副都心開発公社」が管理・運営している施設は愛称を「新さっぽろアークシティ」としている。新札幌循環器病院まで徒歩約5分、厚別警察署（厚別優良運転者免許更新センター）まで徒歩約6分、地域医療機能推進機構札幌北辰病院（JCHO札幌北辰病院）まで徒歩約7分、羊ヶ丘病院まで徒歩約8分に位置している。
駅周辺では、住宅総合メーカー会社大和ハウス工業などによって再開発事業が実施され、BiVi新さっぽろのオープンをもって再開発事業が完了した。駅南側をG街区、駅北側をI街区としており、G街区には2021年4月に、札幌学院大学経済経営学部、札幌看護医療専門学校が開学された。I街区では、地上30階建て、220戸の分譲マンションが2023年5月に完成し、同マンションには、新型コロナウイルス感染症（COVID-19）の影響の観点から、テレワークを想定した共有スペースが設置された。なお、新さっぽろ脳神経外科病院、交雄会メディカル記念塔病院、新札幌整形外科病院は、再開発事業に合わせて、2022年7月に移転された。また、ホテルや商業施設、立体駐車場、分譲マンション、各病院は、当駅と「アクティブリンク（屋内空中歩廊）」で連絡されている。
- ホテルエミシア札幌
- ホクノー新札幌店
- 卸売スーパー新さっぽろ店
- 北海道札幌東商業高等学校
- 新さっぽろ年金事務所
- 札幌市厚別温水プール
- ドーコン本社ビル
- 札幌市厚別区民センター・札幌市厚別図書館
- 札幌市厚別区役所
- 厚別消防署
- 札幌市厚別区体育館
- 厚別郵便局
- 札幌市青少年科学館
- 北海道信用金庫 新札幌支店

## バス路線
- なお、エスコンフィールドHOKKAIDOの開業に合わせて、西口交通広場にF VILLAGE行きシャトルバスの専用乗り場が設置されている。
  - F VILLAGE行シャトルバス（試合非開催日も運行） - 北海道バス・エルム観光バス（共同運行）

## 隣の駅
北海道旅客鉄道（JR北海道）

■千歳線

上野幌駅 (H06) - 新札幌駅 (H05) （貨）札幌貨物ターミナル駅 - 平和駅 (H04)